# Astomaspis pygidiator
Astomaspis pygidiator är en stekelart som först beskrevs av André Seyrig 1952.  Astomaspis pygidiator ingår i släktet Astomaspis och familjen brokparasitsteklar. Inga underarter finns listade.